# Racopilum pectinatum
Racopilum pectinatum är en bladmossart som beskrevs av C. Müller 1875. Racopilum pectinatum ingår i släktet Racopilum och familjen Racopilaceae. Inga underarter finns listade i Catalogue of Life.